# Reggiane Re.2001
Il Reggiane Re.2001, noto anche, non ufficialmente, come "Falco II", era un aereo da caccia monomotore, monoplano e monoposto prodotto dall'italiana Officine Meccaniche Reggiane (controllata dalla Caproni) all'inizio degli anni quaranta.
Sviluppato dal Reggiane Re.2000 "Falco", ne rappresentava l'evoluzione con un più potente motore a V. Costruito in 237 esemplari, venne impiegato dalla Regia Aeronautica nel teatro del Mediterraneo durante la seconda guerra mondiale, soprattutto su Malta, con diversi ruoli quali intercettore, cacciabombardiere e caccia notturno.
Rappresentò la base per lo sviluppo dei successivi Reggiane Re.2005 e Re.2006.

## Storia del progetto

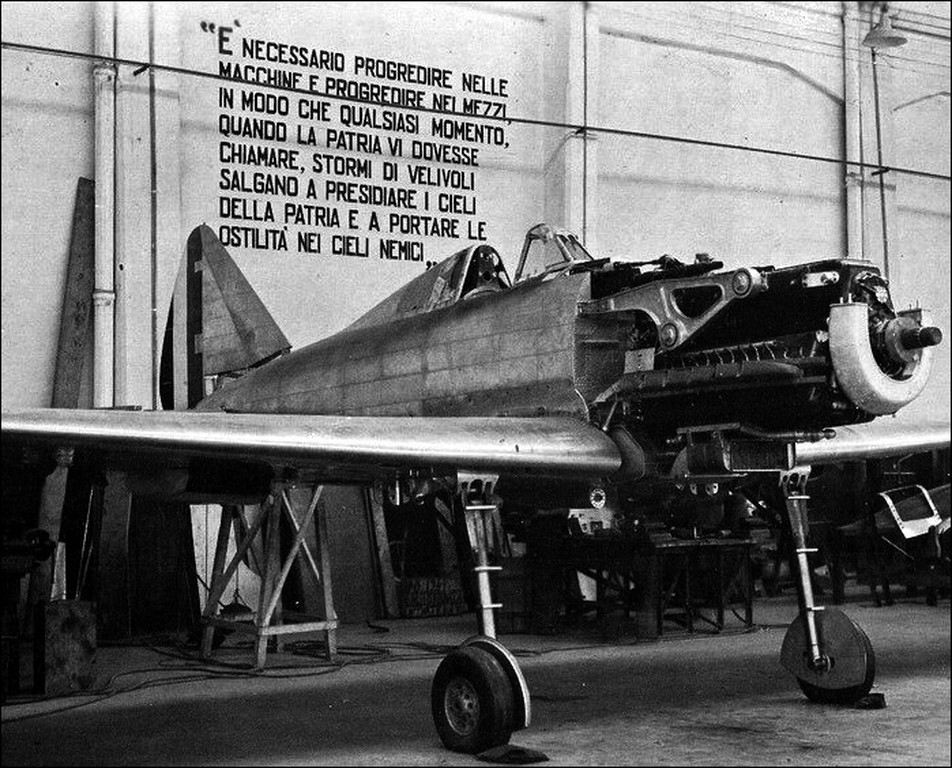
Primo prototipo del Re.2001. Dietro l'aereo, proclama di Benito Mussolini alle Officine Meccaniche Reggiane, 1940.

Lo sviluppo del Reggiane Re.2001 ebbe le sue origini nella possibilità per il Ministero dell'Aeronautica italiano di disporre per prove tecniche di valutazione, nell'estate 1939, di propulsori tedeschi Daimler-Benz DB 601: si trattava di motori a dodici cilindri a V rovesciata, raffreddati a liquido, capaci di erogare 1 175 CV (864 kW) di potenza.
Il periodo coincideva con i test del prototipo del Reggiane Re.2000 "Falco" che, se fornito del motore tedesco, sarebbe potuto diventare un caccia con prestazioni superiori; risulta, peraltro, che lo stesso ingegner Roberto Longhi, progettista del Re.2000, avesse pensato ad una versione di quel modello motorizzata con il V12 Hispano-Suiza 12Y. Alle Reggiane venne così chiesto di rivedere il progetto del loro velivolo, al fine di installare il propulsore tedesco.
Le modifiche che Longhi ed il team da lui guidato dovettero apportare per adattare la cellula del "Falco" al motore Daimler-Benz non furono radicali: venne infatti ridotta la sezione della parte anteriore della fusoliera e, in ragione della maggior lunghezza, venne rivisto il baricentro, mentre rimase inalterata, nonostante le critiche suscitate negli organi valutatori della Regia Aeronautica, la soluzione con i serbatoi integrali nelle ali pentalongherone.

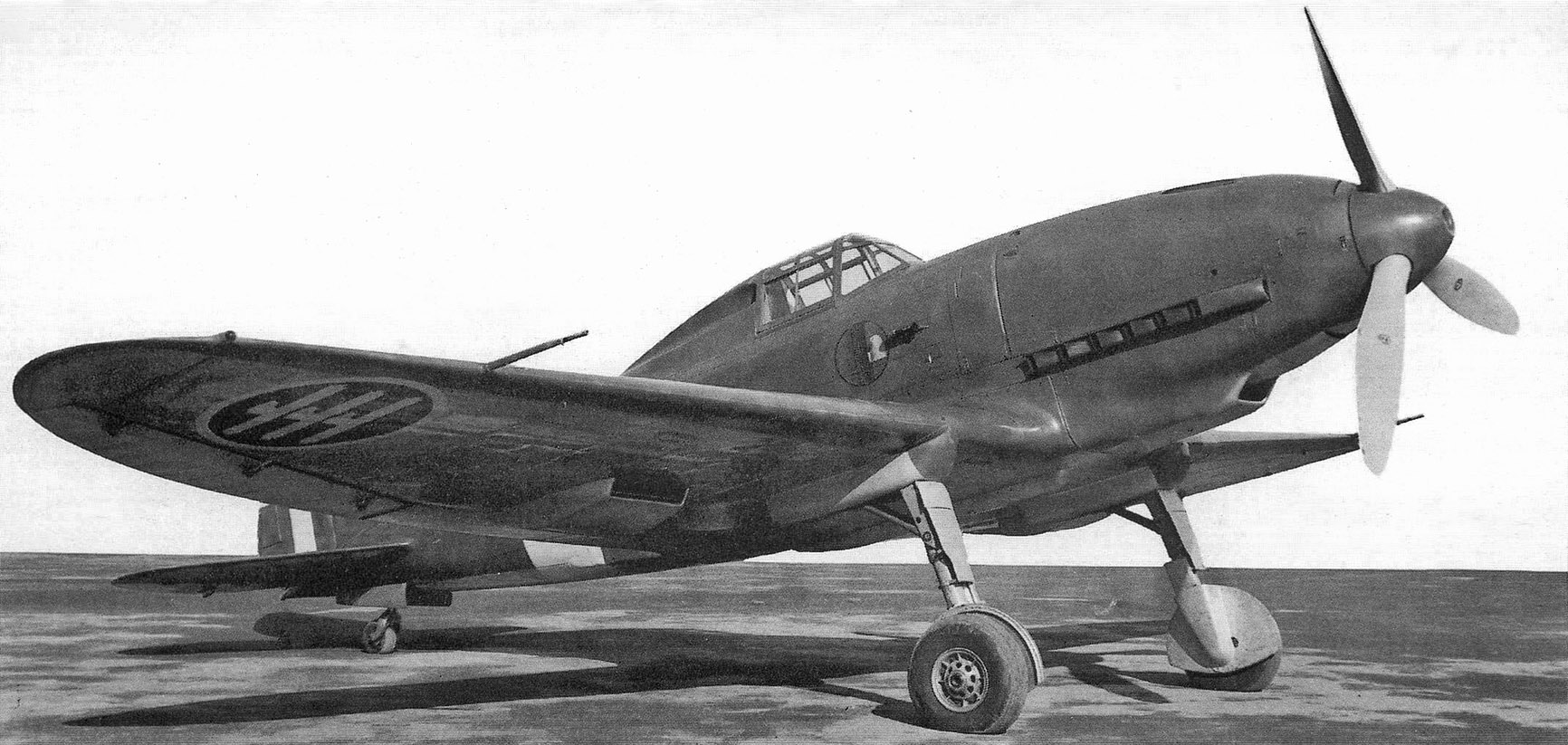
Il secondo prototipo del Reggiane Re.2001 con le insegne della Regia Aeronautica.

Il primo prototipo (MM.409) venne portato in volo per la prima volta fra il 22 e il 24 giugno 1940 dal pilota Mario de Bernardi, già vincitore della Coppa Schneider, all'aeroporto di Reggio Emilia, città dove avevano sede le Officine Meccaniche Reggiane, di proprietà della Caproni. Il velivolo passò quindi al tenente colonnello Pietro Scapinelli, che compì diciassette voli dal 25 luglio al 28 agosto, prima che la macchina venisse trasferita a settembre a Guidonia per le prove comparative. Le prestazioni (563 km/h a 5 500 m e 540 km/h a 4 500 m) risultarono superiori a quelle dei successivi esemplari di serie, perché il prototipo risultava più leggero e montava un DB 601 originale tedesco e non la copia costruita su licenza dall'Alfa Romeo con metalli meno raffinati. Altre fonti, meno recenti, fanno risalire invece il primo volo del Re.2001 a qualche giorno dopo il 10 luglio 1940, subito pilotato da Scapinelli. Secondo questa ipotesi, l'aereo sarebbe stato poi trasferito a Guidonia il 9 agosto, anziché a settembre. In ogni caso, dopo le prove di Guidonia, la Regia Aeronautica richiese alcune modifiche da introdurre anche in un secondo prototipo: ala trilongherone con serbatoi protetti, ruotino di coda retrattile e aggiunta di due mitragliatrici Breda-SAFAT calibro 7,7 mm da 600 colpi ciascuna nelle ali e di altre due mitragliatrici Breda-SAFAT calibro 12,7 mm da 350 colpi ciascuna sistemate sopra il motore. Le modifiche vennero completate nel primo prototipo nel novembre 1940, con il secondo prototipo (MM.408, lo stesso numero di matricola del primo prototipo del Re.2000) pronto poco dopo. Questo secondo esemplare si schiantò al suolo il 14 marzo 1941 dopo un guasto al motore, uccidendo il collaudatore Pietro Scapinelli durante l'atterraggio d'emergenza. Un'altra fonte colloca l'incidente il 17 marzo e ricostruisce i fatti in maniera più dettagliata: Scapinelli, arrivato lungo sulla pista in fase d'atterraggio, ridiede gas ma non riuscì a riprendere quota perché il passo dell'elica (variato elettricamente da un attuatore ancora in fase sperimentale) si era portato al massimo, con conseguente arresto del motore. L'aereo continuò la sua corsa e si infilò tra due alberi che staccarono di netto l'ala, ma la fusoliera proseguì impastandosi sul terreno; il pilota, nel contraccolpo dell'impatto, sbatté la testa contro la barra di comando e morì poco dopo. L'Alfa Romeo venne ritenuta responsabile del malfunzionamento e subì una penale.
Fu proposta la costruzione di un terzo prototipo (chiamato Re.2001bis) con i radiatori annegati nelle ali, prive delle mitragliatrici, per migliorare l'aerodinamica: le fonti non concordano sull'effettiva realizzazione del velivolo e, mentre alcuni indicano che tale modifica sia stata realizzata direttamente nel primo prototipo, altri indicano che fu realizzata una cellula con matricola MM.538, dettagliando anche trattarsi di una sorta di ibrido, frutto dell'accoppiamento della fusoliera del Re.2000 matricola MM.5068 e della deriva del primo prototipo MM.409. Il velivolo, portato in volo da Francesco Agello (nell'aprile o nel luglio del 1941) nonostante avesse fatto registrare una velocità 50–60 km/h superiore rispetto alla configurazione standard, non trovò seguito nella produzione di serie e, dopo alcune valutazioni utili ad acquisire dati successivamente utilizzati per la progettazione del Re.2006, venne riconvertito allo standard dei primi modelli consegnati.
Nel frattempo, il 31 ottobre 1940, dopo un piccolo ordine alla Reggiane di dieci Re.2001 per accelerare le prove tecniche (la cosiddetta "Serie Zero", di cui fece parte, tra l'altro, il velivolo che nel marzo 1943 sganciò una sperimentale bomba propulsa da ossigeno liquido, che tuttavia non esplose), vennero ordinati duecento esemplari alla Reggiane, cento alla fabbrica Caproni di Taliedo e cinquanta (aumentati poi a cento) a quelle di Predappio. I velivoli, che avrebbero inglobato tutte le modifiche apportate ai due prototipi eccetto il ruotino di coda, ora fisso, avrebbero avuto come propulsore un Alfa Romeo RA 1000 RC.41, versione del Daimler-Benz DB 601 prodotta su licenza.
Subito ci si accorse che le scadenze di consegna sarebbero state impossibili da rispettare: le fabbriche Reggiane erano ben attrezzate per produrre un gran numero di aerei, ma la manovalanza, assunta in massa per far fronte alle necessità di guerra, non aveva, per la maggior parte, esperienza di costruzioni aeronautiche; oltretutto le forniture del motore Alfa Romeo, la cui costruzione era rallentata dalla carenza di materie prime, e delle mitragliatrici non seguirono mai il ritmo di produzione dei Re.2001, diventando una delle cause della lentezza con cui vennero consegnati i caccia ai reparti di linea.
Il primo Re.2001 Serie Zero venne spedito alla Regia Aeronautica nel maggio 1941 e l'ultimo in settembre, quando era in spedizione il primo esemplare della "Serie I". Considerate le difficoltà di produzione, la Regia Aeronautica cancellò l'ordine alle fabbriche di Taliedo e alla Breda, cui nel frattempo si era appoggiata la Caproni, mentre l'ordine alla Reggiane venne diminuito di cento unità (gli aerei che scaturirono da questo ordine sono inquadrati dalle fonti nella Serie I) e quello fatto alle fabbriche di Predappio ridotto a dieci aerei. Per la fine del 1941 la Regia Aeronautica aveva ricevuto solo i dieci esemplari della Serie Zero più altri ventisette della Serie I.
Fu proprio per sopperire alla lentezza degli approvvigionamenti dei motori Alfa Romeo che la Regia Aeronautica richiese alla Caproni di Taliedo l'installazione del motore a dodici cilindri a V invertito Isotta Fraschini Delta IV RC.16-48, raffreddato ad aria, nella cellula di un Re.2001.
Consapevoli della ridotta potenza del motore, 840 CV (626 kW) a 5 300 m, i vertici dell'aeronautica speravano che la riduzione di peso consentisse di mantenere prestazioni paragonabili a quelle del Re.2001 di serie. Nell'estate 1942 venne costruito un prototipo (MM.9920) denominato Re.2001 Delta, ordinato in cento esemplari l'8 settembre seguente, quattro giorni prima che il velivolo fosse portato in volo. Le prestazioni raggiunte (523 km/h a 5 600 m, 10 min 30 s per toccare i 6 000 m) erano inferiori a quelle delle macchine di serie; inoltre il prototipo venne distrutto da un incendio dovuto al surriscaldamento del motore il 27 gennaio 1943 e l'ordine venne cancellato.

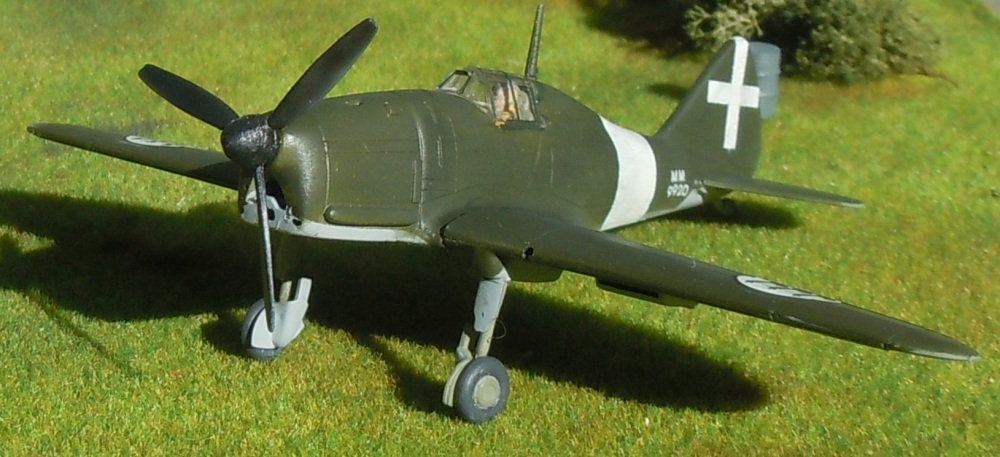
Modello in scala del Re.2001 Delta; si noti la fedele riproduzione della croce equilatera sulla coda, in luogo della classica Croce di Savoia. I radiatori subalari invece sono un errore, giacché il motore Isotta Fraschini Delta era raffreddato ad aria.

Nel frattempo, nel dicembre 1941, il Ministero dell'Aria aveva modificato l'ordine dei cento Re.2001 fatto alla Reggiane: trentanove aerei avrebbero dovuto ospitare un aggancio ventrale per una bomba da 250 kg, due dovevano essere attrezzati per il lancio dalle navi tramite una catapulta, e dodici avrebbero dovuto essere equipaggiati con ganci d'arresto per impiegarli nelle portaerei Aquila e Sparviero, che tuttavia non entrarono mai in servizio. Alcuni dei trentanove cacciabombardieri, designati Re.2001CB (CacciaBombardiere), vennero testati con bombe speciali, o con siluri, insieme ad un sistema che correlava il passo dell'elica con i comandi motore, compiendo anche voli di prova ospitando uno speciale attacco ventrale per una bomba da 250 kg. I dodici aerei per le portaerei più i due "catapultabili" vennero completati, e l'entusiasmo fu tale che il Ministero dell'Aeronautica ordinò cinquanta Re.2001OR (Organizzazione Roma) nella versione imbarcata, le cui uniche differenze rispetto al progetto originale erano il gancio d'appontaggio e la predisposizione ad essere lanciati dalle catapulte.
Mentre erano in costruzione i primi Re.2001OR il Ministero dell'Aeronautica chiese di adattare l'aereo per la caccia notturna. Il progetto del Re.2001CN (Caccia Notturna) prevedeva scarichi antifiamma e una gondola sotto ogni ala, ciascuna dotata di un cannone Mauser da 20 mm con sessanta colpi. Vennero eliminate le mitragliatrici da 7,7 mm nelle ali. Ne vennero ordinati duecento, ma in totale se ne costruirono solo settantaquattro prima che l'annuncio dell'armistizio di Cassibile ponesse fine ad ogni lavoro.
Un piccolo numero di aerei venne fornito di fotocamere/cineprese orizzontali e verticali posizionate sul bordo d'entrata di entrambe le ali, ma sembra che questa versione non sia mai stata impiegata a livello operativo. Venne anche sviluppata una versione in grado di trasportare un siluro (Re.2001G) ed una destinata a missioni anticarro (Re.2001H).
Oltre all'Italia, l'unico altro paese che si interessò al caccia della Reggiane fu la Svezia, le cui autorità valutarono di acquistare cento Re.2001 sprovvisti del motore, viste le difficoltà dell'Alfa Romeo, che invece sarebbe stato acquistato direttamente dalla Germania. Nel luglio 1941 la Svezia chiese ufficialmente la disponibilità della Reggiane a produrre gli aerei, ma un ordine vero e proprio non si materializzò mai.
In merito al soprannome del velivolo, che non faceva parte della denominazione ufficiale, alcune fonti non concordano sull'impiego del nome "Falco II" ed indicano il Re.2001 come "Ariete" o "Ariete I" stabilendo un rapporto di stretta parentela con il Re.2002 (indicato come "Ariete II") sviluppato quasi contemporaneamente.

## Tecnica

### Struttura

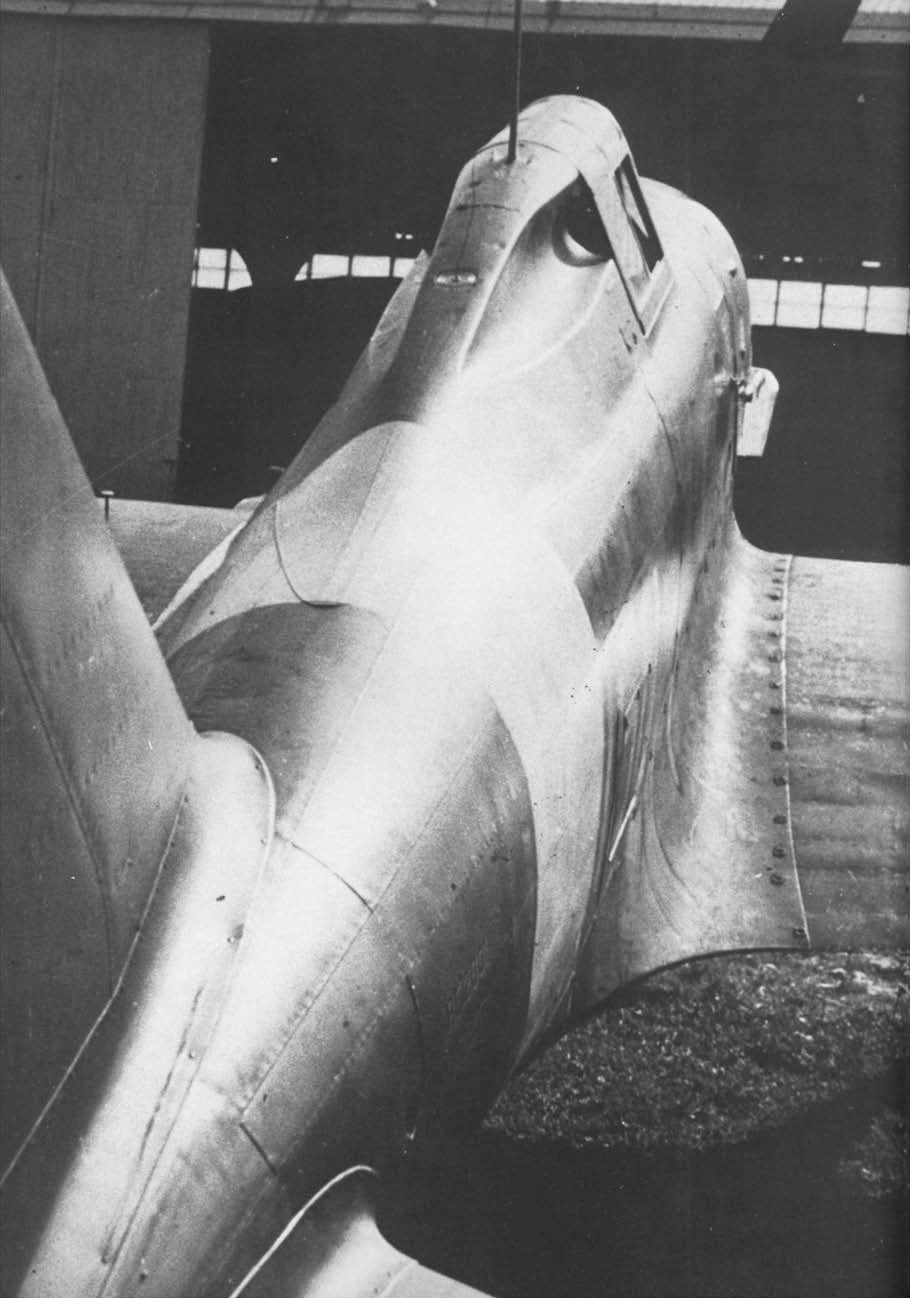
Vista posteriore di un Re.2001.

Il Re.2001 era un monoplano monoposto ad ala bassa, dalla struttura interamente metallica.
La fusoliera era del tipo a semimonoscocca in duralluminio con rivestimento lavorante; la cabina di pilotaggio era situata nella parte mediana, di poco posteriore al bordo d'entrata alare, ed era chiusa da una cappottina vetrata con apertura a ribaltamento laterale, verso la parte destra del velivolo; dotata di seggiolino corazzato, posteriormente al poggiatesta terminava (negli esemplari di serie) in una carenatura metallica sagomata al fine di garantire al pilota un angolo di visuale, seppur minimo, verso la parte posteriore del velivolo.
L'ala aveva pianta ellittica ed era del tipo a cassone, costituito da tre longheroni in duralluminio e da nervature in duralluminio ed Alclad (duralluminio placcato in alluminio puro, al fine di conferire maggior resistenza alla corrosione). Derivata da quella, a cinque longheroni, del Re.2000, su precisa richiesta delle autorità militari, abbandonava la soluzione dei serbatoi integrali per ospitarne due, blindati, nella radice alare. Nella parte interna del bordo d'uscita erano collocati quattro ipersostentatori, mentre in quella esterna si trovavano gli alettoni, rivestiti in tela. L'impennaggio era di tipo classico, in duralluminio con le superfici mobili rivestite in tela.
Il carrello d'atterraggio era di tipo biciclo, con gli elementi principali monoruota controventati posteriormente ed incernierati nella parte interna delle semiali; la retrazione avveniva verso la parte posteriore e le ruote, con un movimento di rotazione di 90°, alloggiavano di piatto nello spessore dell'ala. Il ruotino posteriore era orientabile ma non retraibile e la gamba era realizzata in una lega d'alluminio denominata Avional.

### Motore
Il motore installato sugli esemplari di serie del Re.2001 era il V12 Alfa Romeo RA 1000 RC.41, copia prodotta su licenza del Daimler-Benz DB 601; si trattava di un'unità motrice in grado di sviluppare la potenza di 1 175 CV al decollo e di 1 050 CV a 2 400 giri al minuto alla quota di 4 100 m.
Anche l'elica era prodotta dall'Alfa Romeo ed era del tipo tripala, di costruzione metallica; aveva passo variabile, con un diametro di 3,10 m.

### Armamento
Nella versione da caccia diurna, il Re.2001 era armato con due mitragliatrici Breda-SAFAT Mod.1935 calibro 12,7 mm (dotate di 350 colpi per ogni arma), alloggiate sopra il motore e sparanti attraverso il disco dell'elica, e con due Breda-SAFAT Mod.1928Av calibro 7,7 mm (con 600 colpi ciascuna), disposte nelle semiali.
Carichi di caduta erano previsti per le diverse varianti del velivolo ed erano specifiche, come meglio descritto in seguito, a seconda della rispettiva tipologia d'impiego.

## Impiego operativo

### Regno d'Italia

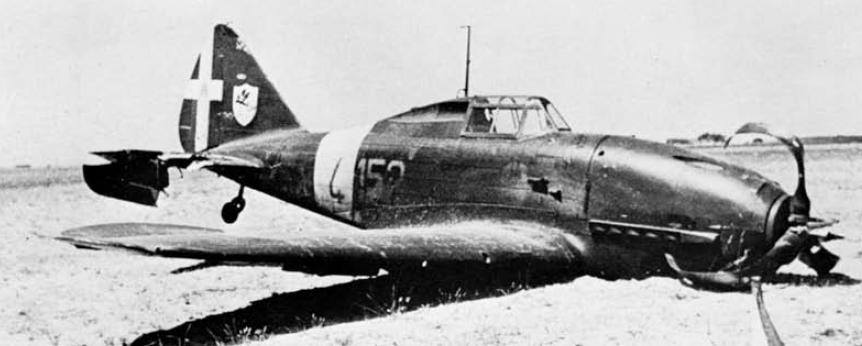
Re.2001 numero 4 del capitano Salvatore Teja, 152ª Squadriglia del 2°Gruppo Caccia.

La prima unità ad essere riequipaggiata con il Re.2001, arrivato il 9 settembre 1941, fu la 150ª Squadriglia del 2º Gruppo Caccia Terrestre del tenente colonnello Giuseppe Baylon, che iniziò a portare in volo i primi quattro nuovi aerei dal 16 settembre. Le tre squadriglie del gruppo, la già citata 150ª, la 152ª e la 358ª, cominciarono un lavoro di messa a punto del nuovo aereo a Ravenna, ma per le avverse condizioni meteorologiche un nucleo di piloti della 152ª completò l'addestramento a Gorizia alla fine dell'anno. In quest'ultimo periodo il gruppo inquadrava ventotto di questi caccia. Il 12 gennaio 1942 venne ordinato alla 152ª Squadriglia di volare a Palermo, con scalo a Roma-Ciampino (dove era in attesa il resto del gruppo, convertito ai Reggiane 2001 proprio dai piloti della 152ª) e Napoli-Capodichino. Tuttavia, a causa di problemi tecnici, Ciampino venne raggiunta solo in aprile e la Sicilia il 4 maggio, quando diciotto Reggiane atterrarono a Santo Pietro di Caltagirone. Non c'è accordo tra le fonti su quando il gruppo completò il ridispiegamento, ma è certo che questo venne fatto entro sei giorni.
Il debutto dei Re.2001 avvenne il 10 maggio, in due riprese. Innanzitutto venti apparecchi del 2º Gruppo eseguirono una missione di caccia libera sopra Malta, senza tuttavia incontrare l'aviazione avversaria; quindi altri dieci Re.2001, assieme a venti Macchi M.C.202 del 4º Stormo, scortarono cinque bombardieri CANT Z.1007bis in volo per colpire un'installazione radar dell'isola. Nell'occasione si verificò il primo scontro con gli Spitfire Mk.V, che riuscirono ad abbattere un bombardiere ed un M.C.202 al prezzo di tre caccia distrutti più altri due danneggiati dai Reggiane, che abbatterono anche un caccia pesante Bristol Beaufighter. Due giorni dopo ci fu un'azione analoga, che vide coinvolti nove Spitfire e quindici Reggiane 2001 del 2º Gruppo che scortavano (insieme ad altri quindici Macchi MC.200) tre Savoia-Marchetti S.M.84 del 4º Gruppo Bombardamento Terrestre. I caccia britannici abbatterono un bombardiere e ne danneggiarono gravemente un secondo, ma i piloti dei Reggiane rivendicarono l'abbattimento di due Spitfire; uno di questi abbattimenti fu opera del sergente Paolo Morcino, che però fu obbligato a effettuare un atterraggio di emergenza nei pressi di Ispica in quanto il suo carrello (come era avvenuto anche al suo comandante di gruppo) era stato danneggiato dal fuoco nemico. In effetti, quel giorno la RAF perse due Spitfire: un pilota, il sergente Charles Graysmark del No. 601 Squadron, fu ucciso, e il parigrado C. Bush del No. 603 Squadron ferito. Per lo stesso 12 maggio una fonte parla anche di un sergente Marchio che rivendicò due abbattimenti nel tardo pomeriggio della giornata, dovendo tuttavia effettuare un atterraggio di emergenza vicino a Siracusa a causa dei danni inflitti dal nemico e morendo qualche tempo dopo per le ferite riportate nell'azione. Non è tuttavia chiaro se si tratti dello stesso episodio del sergente Morcino ricostruito in diverso modo. Il bilancio dell'attività dei Reggiane dal 10 al 18 maggio mostra sedici aerei britannici abbattuti più un altro probabile e altri tre danneggiati, a fronte della perdita di un Re.2001 e del danneggiamento di altri tre. Il 19 maggio i Re.2001 fecero precipitare uno Spitfire e un Beaufighter, danneggiando altri cinque Spitfire, anche se i bombardieri italiani (a cui i Re.2001 facevano da scorta) dovettero desistere dalla missione a causa dell'intervento avversario. Il 25 maggio cinque piloti del 2º Gruppo rivendicarono ciascuno l'abbattimento di un aereo; da parte sua la RAF dichiarò di aver abbattuto un Re.2001, ma in realtà non ci furono perdite tra le file italiane. Gli scontri continuarono: dal 26 maggio al 2 giugno i caccia Reggiane privarono la RAF di otto aerei (cinque distrutti e tre danneggiati) al prezzo di tre aerei caduti, tra cui quello del comandante della 358ª Squadriglia capitano Annibale Sterzi. Il 6 giugno i Reggiane abbatterono uno Spitfire mentre erano di scorta a dei bombardieri diretti a Micabba, ma un caccia italiano fu costretto ad ammarare. I compagni, una volta fatto rifornimento in Sicilia, tornarono a cercarlo, incontrando nuovamente la RAF che fece precipitare un altro Reggiane, sebbene perdendo a sua volta un Beaufighter. Venne fatto decollare allora un idrosoccorso CANT Z.506 ma, oltre a non trovare nessun disperso, precipitarono in mare altri due Re.2001 di scorta. Il giorno dopo, 7 giugno, i Re.2001 in collaborazione con gli M.C.202 intercettarono alcuni aerei britannici posti a copertura di un convoglio navale, facendo precipitare in mare un Beaufighter e due aerosiluranti Albacore. Quindici o diciassette Re.2001 furono impiegati anche il 14 giugno durante la battaglia di mezzo giugno, assieme a sette M.C.202, per scortare quattordici aerosiluranti Savoia-Marchetti S.M.79 all'attacco contro il convoglio Harpoon, rivendicando l'abbattimento di un Hawker Hurricane e riuscendo a danneggiarne altri due inviati ad intercettarli, i quali a loro volta riuscirono però a danneggiare in modo talmente grave un Reggiane da costringere il pilota a lanciarsi col paracadute.
La grande maneggevolezza del Reggiane 2001, robusto e in grado di sopportare bene i danni, venne annotata già dopo il primo combattimento contro gli Spitfire nel diario storico della 150ª Squadriglia, ed in effetti i piloti italiani cercarono di attirare gli avversari alle quote medio-basse, dove erano in grado di surclassare gli Hurricane e di pareggiare con gli Spitifire Mk.V, comunque più veloci e più armati. Nelle mani di un pilota esperto però, come ammise l'asso britannico Laddie Lucas, nel suo Malta: The thorn in Rommel's side, il caccia italiano poteva rivelarsi un avversario davvero temibile per lo Spitfire Mk.V, specialmente sotto i 7 000 m, mentre a quote superiori il caccia britannico era più prestante.

Profilo di un Re.2001 della 150ª Squadriglia, 2º Gruppo, 6º Stormo, basata a Ravenna nell'estate 1942. Il velivolo ha ancora il muso dipinto di giallo cromo in ottemperanza ad una disposizione ministeriale che durerà pochi mesi.

Altro profilo di un Re.2001 in forza alla 369ª Squadriglia, 22º Gruppo, di base in Sicilia nel 1942. Si noti il simbolo dello "spauracchio", simbolo del gruppo, tra il fascio littorio e i numeri identificativi.

Da luglio ad agosto i Reggiane 2001 seguirono i piloti della 152ª Squadriglia a Monserrato, in Sardegna, mentre la 358ª venne distaccata a Pantelleria da luglio a novembre. Il 1º luglio 1942 il 22º Gruppo, con le sue 359ª, 362ª e 369ª Squadriglia di stanza a Roma-Ciampino, venne dotato di Re.2001CB, assegnati inizialmente alla 362ª Squadriglia, anch'essa inviata a Monserrato. Il 12 luglio l'asso canadese George Beurling incontrò una formazione di Reggiane 2001 di ritorno in Sicilia, e ne abbatté uno. Il comandante del 2º Gruppo, Aldo Quarantotti, ripartì subito assieme a tre gregari alla ricerca del commilitone, ma egli e l'asso Carlo Seganti, che lo accompagnava, non fecero più ritorno. Solo dopo molti anni, grazie al ritrovamento del diario di Beurling, si poté scoprire che vennero abbattuti dal pilota canadese. Il 13 luglio (quando i Reggiane 2001 operativi del 2º Gruppo erano solo sei, sui ventidue in carico all'unità), su Malta, il pilota neozelandese Jack Rae e il suo gregario Alan Yates, del No. 249 Squadron, avvistarono un Reggiane che stava per lasciare il combattimento e tornare alla base. Quello che seguì impressionò Rae, che in seguito dichiarò:
Il giorno dopo, attaccato da due direzioni diverse da Messerschmitt Bf 109 e Reggiane, lo stesso Beurling (che si trovava ai comandi dello Spitfire matricola BR130/2-H) si trovò costretto a scegliere e scelse quello che riteneva il male minore:
Fino al 10 agosto il 2º Gruppo si limitò a qualche missione di scorta e caccia libera. Alla fine del mese gli specialisti riuscirono a rimettere in linea venti velivoli. Il 12 agosto, durante la battaglia aeronavale di mezzo agosto due Re.2001GV (tenenti Riccardo Vaccari e Guido Robone) provenienti da Furbara e distaccati presso il 22º Gruppo attaccarono per la prima e ultima volta con una bomba perforante da 630 o 640 kg di nuova concezione, ottenuta da proiettili navali modificati con una carica esplosiva portata a 120 kg, le navi britanniche del convoglio Pedestal. Grazie anche alla somiglianza dei Reggiane con i Sea Hurricane della Fleet Air Arm, che ingannò gli addetti alla contraerea, la portaerei HMS Victorious venne centrata in pieno da una bomba che però non esplose. Ambedue i Reggiane tornarono indenni ad Elmas (Vaccari abbatté anche un Hurricane appena dopo lo sgancio della bomba) e probabilmente, a settembre, vennero convertiti in fotoricognitori. In quello stesso 12 agosto il 22º Gruppo battezzò i suoi Reggiane 2001 scortando, assieme ai colleghi del 2º Gruppo, bombardieri e cacciabombardieri italiani contro un convoglio a La Galite, abbattendo tre velivoli britannici contro la perdita di un caccia. Il giorno successivo, 13 agosto, la 150ª e la 152ª Squadriglia del 2º Gruppo si riunirono a Trapani-Chinisia, perdendo il giorno dopo il comandante del gruppo e asso Pier Giuseppe Scarpetta, abbattuto dagli Spitfire insieme ad altri due piloti italiani mentre scortava tre Heinkel He 111 tedeschi in versione aerosilurante in ritorno da Malta, tutti e tre atterrati indenni alla base. Con questa battaglia ebbero praticamente termine gli scontri con i velivoli britannici.

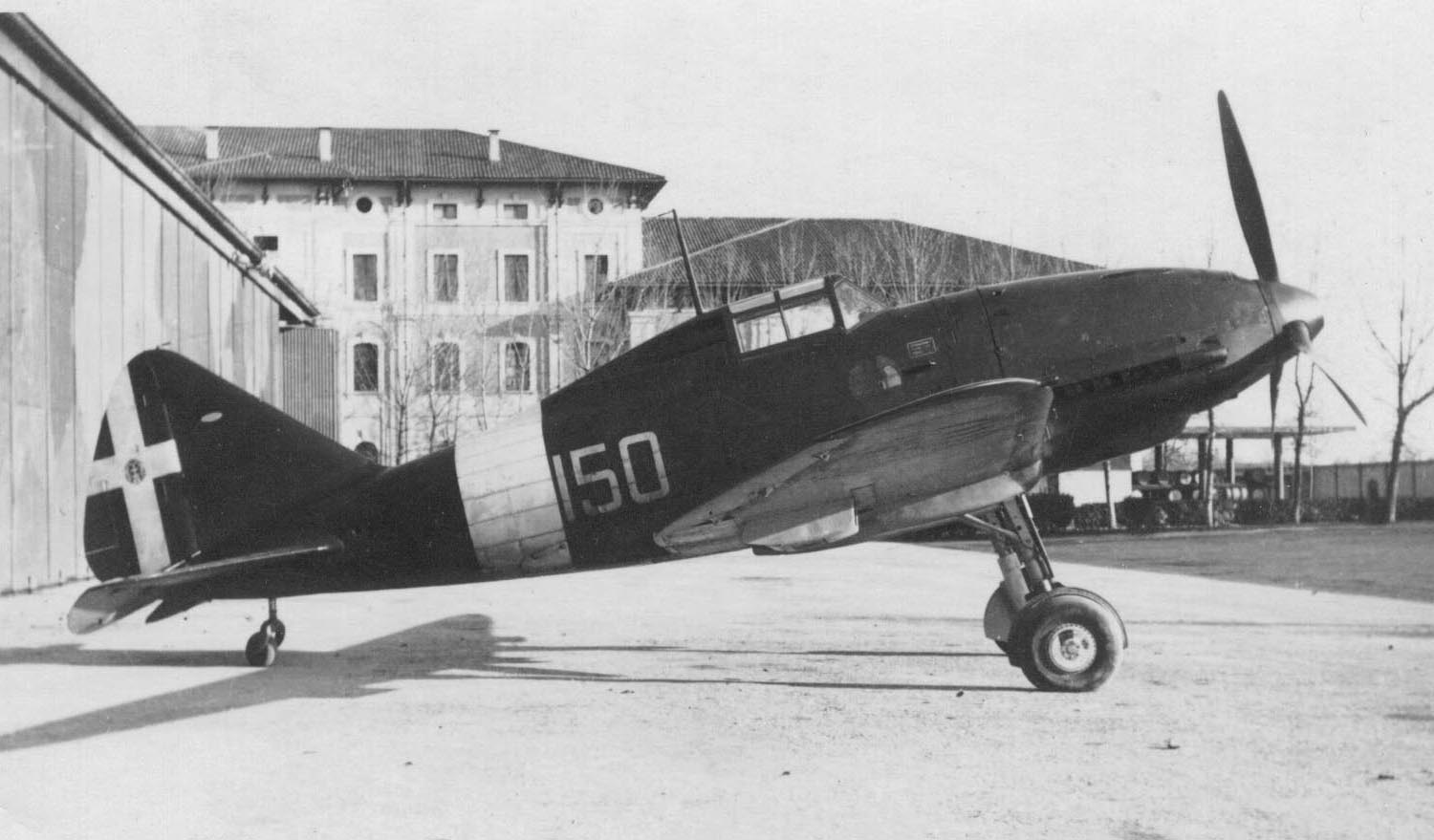
Un Re.2001 appartenente alla 150a squadriglia.

A settembre anche il 22º Gruppo atterrò in Sicilia e, assieme al 2º Gruppo dislocato a Lecce con diciotto Re.2001, si impegnò ad attaccare nuovamente Malta. Durante questo mese i due gruppi avevano in totale una disponibilità media giornaliera di ventidue Re.2001. Il 17 ottobre il 2º Gruppo si trasferì a Castelvetrano con una quindicina di apparecchi, alzandosi in volo il giorno dopo per Pantelleria. Lo sbarco in Marocco e Algeria delle forze Alleate obbligò il 22º Gruppo a ritornare in Sardegna, da dove intraprese alcuni attacchi contro le teste di ponte di Bona e Bugia a partire dal 7 novembre; allora i Re.2001 efficienti erano ventitré, numero sceso a sedici il 24 seguente. Il 6 dicembre cinque Re.2001 della 362ª Squadriglia caricati ciascuno con una bomba da 160 kg decollarono protetti da nove M.C.202, ancora diretti a Bona, perdendo un Reggiane a causa degli Spitfire di pattuglia.
Nella primavera del 1943 il neonato 2º Gruppo Intercettori (sorto dalla ricostituzione del 2º Gruppo C.T. sciolto nel novembre 1942) si ricostituì in Liguria; a marzo la 358ª cedette i propri velivoli al 160º Gruppo Autonomo Caccia che il 24 maggio riuscì, con sei Re.2001, ad abbattere tre Lockheed P-38 Lightning senza perdite; a giugno la 152ª Squadriglia ricevette quattro Re.2001CN con cannoni subalari che andarono ad ingrossare le file dei dieci aerei in grado di volare (ad aprile). Gli ultimi dieci Reggiane 2001 del 22º Gruppo invece erano già passati all'aeroporto di Napoli-Capodichino attorno al Natale 1942 o agli inizi dell'anno 1943.
Il Re.2001 venne impiegato nel 1943 anche come caccia notturno per la difesa aerea dell'Italia, ma con risultati nulli. L'arrivo, dalla fine del 1942, di ingenti formazioni di bombardieri statunitensi nei cieli italiani, che preferivano l'attività diurna a quella notturna, costrinse la Regia Aeronautica a potenziare la sorveglianza alla luce del giorno a scapito dell'attività notturna, peraltro inefficace. Il Re.2001CN finì quindi per essere usato come normale caccia diurno, con l'unica differenza di avere un armamento potenziato rispetto al Re.2001 di base. I reparti che assunsero tale compito, oltre al già citato 2º Gruppo Intercettori, furono il 59º (232ª e 233ª Squadriglia – dieci Re.2001CN arrivati a maggio) e il 60º Gruppo Autonomo Intercettori Notturni (234ª e 235ª Squadriglia – numero imprecisato di Re.2001CN arrivati a maggio e rinforzati a luglio da cinque di questi apparecchi ceduti dal 59º Gruppo), il già citato 160º Gruppo Autonomo Caccia (che distaccò alcuni Re.2001 ad Ajaccio) e il 167º Gruppo Autonomo Intercettori. In particolare il 28 maggio 1943 sette Re.2001 e tre Dewoitine D.520 del 59º Gruppo dichiararono di aver abbattuto quattro bombardieri nei cieli di Livorno. 
Da segnalare ancora che il 167º Gruppo fece decollare il 19 luglio 1943 da Ciampino quattro Re.2001 per contrastare i bombardieri statunitensi in volo per colpire Roma, facendo precipitare un B-25 Mitchell per mano del tenente Bruno Serotini, abbattuto però poco dopo dalle torrette difensive dei bombardieri o da un caccia di scorta. Il 167º Gruppo, tuttavia, con le macchine ormai usurate, nulla poté contro un'altra formazione di bombardieri arrivata per ricolpire Roma il 13 agosto. Stessa cosa per il 2º Gruppo il 15, 18 e 27 agosto.
Alla data dello sbarco Alleato in Sicilia (10 luglio 1943) erano operativi cinquanta o settantuno Re.2001, ma al 7 settembre, vigilia dell'annuncio dell'armistizio, ne restavano solo trentatré in grado di volare: 3 del 2º Gruppo a Sarzana e Albenga, 4 del 59º Gruppo a Venegono, 7 del 60º Gruppo a Venegono e Lonate Pozzolo, 12 del 160º Gruppo a Casa Zeppera, Milis e Venafiorita e 7 del 167º Gruppo a Littoria.

### Luftwaffe, RSI, Regno del Sud e dopoguerra

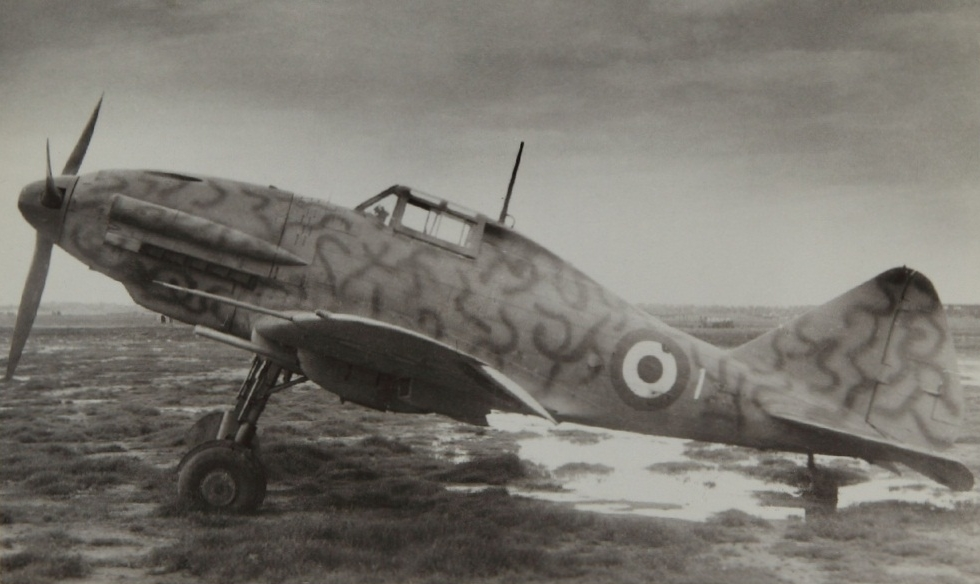
Reggiane Re.2001CN dell'Aeronautica Cobelligerante Italiana. I dispositivi antifiamma tipici di questa versione sono stati rimossi dagli scarichi del motore.

Tra i velivoli superstiti qualcuno venne bruciato o sabotato (come fecero i componenti del 59º Gruppo il 10 settembre 1943) perché non fosse requisito dai tedeschi, che comunque si impossessarono di alcuni Reggiane 2001 utilizzandoli poi come addestratori da caccia nella Luftwaffe. Qualche esemplare operò con il 2º Gruppo caccia "Gigi Tre Osei" dell'Aeronautica Nazionale Repubblicana della Repubblica Sociale Italiana per compiti di addestramento e collegamento. Gli esemplari che ripararono al sud operarono dall'ottobre 1943 con le insegne dell'Aeronautica Cobelligerante Italiana, presso il 21º Gruppo in operazioni di appoggio alle unità italiane rimaste bloccate in Jugoslavia e ai partigiani locali, nonché presso la Squadriglia Addestramento Caccia. Il 12 novembre 1943 alcuni Re.2001 del 21º Gruppo danneggiarono tre caccia pesanti Messerschmitt Bf 110 sulla pista del campo di Berat, in Albania; il 28 novembre il capitano Paolo Spadaccini del 21º Gruppo sganciò sopra Pljevlja, destinato alla Divisione partigiana "Garibaldi", il serbatoio supplementare del suo Reggiane 2001 riempito per l'occasione con dodici milioni di lire in contanti. Queste furono due delle ultime azioni prima che il gruppo venisse sciolto il 1º gennaio 1944: la sua 82ª Squadriglia, che aveva in carico i Re.2001, li cedette alla 208ª Squadriglia del 101º Gruppo Tuffatori di Foggia; presto l'unità si spostò a Lecce, da dove i Reggiane eseguirono le loro ultime missioni di guerra, l'ultima delle quali avvenne alla metà di maggio sopra il Montenegro a supporto dei partigiani. I nove aerei sopravvissuti andarono, il mese successivo, in carico alla Scuola Addestramento Caccia di Leverano, mentre altri due Re.2001 finirono nell'organico di un'unità da collegamento. Al termine della guerra solo un Re.2001, dell'unità da collegamento, era ancora utilizzabile.
Nel dopoguerra la neonata Aeronautica Militare rimise cinque Re.2001 in condizioni di volare: tre vennero destinati al centro meteorologico di Venezia-Lido e due ad un'unità da collegamento a Roma-Centocelle. Tutti e cinque rimasero in servizio per alcuni anni.

## Versioni
| Descrizione                   | Esemplari costruiti | Matricole                   | Note                                                                                |
| 1º prototipo                  | 1                   | MM.409                      | Convertito in Re.2001bis e riconvertito poi alla versione originale                 |
| 2º prototipo                  | 1                   | MM.408                      |                                                                                     |
| Prototipo Re.2001 Delta       | 1                   | MM.9920 o 9020              | Fabbriche Caproni a Taliedo                                                         |
| Serie Zero (pre-produzione)   | 10                  | MM.8071-MM.8080             |                                                                                     |
| Serie I                       | 100                 | MM.7209-MM.7308             | 47 normali, 39 versione CB, 2 per prove con catapulte e 12 con ganci d'appontaggio. |
| Serie II                      | 50                  | MM.90751-MM.90800           | Versione CN                                                                         |
| Serie III                     | 30                  | MM.9921-MM.9950             | Versione CN                                                                         |
| Serie IV                      | 34                  | MM.7209-MM.7308             | Ordinati 50, ultimi 16 mai realizzati                                               |
| Fabbriche Caproni a Predappio | 10                  | MM.6551-MM.6560 o 6547-6556 |                                                                                     |
| Totale Re.2001 prodotti: 237  |                     |                             |                                                                                     |

I dati, salvo diversamente specificato, sono tratti da Brindley
- Re.2001bis: versione con i radiatori annegati nelle ali per migliorare l'aerodinamica. Inizialmente si pensò alla costruzione di un terzo prototipo, ma alla fine la modifica venne fatta alla fine del 1940 nel primo prototipo. Tale modifica comportava l'abolizione delle mitragliatrici alari. Portato in volo per la prima volta da Francesco Agello nell'aprile 1941, raggiunse il 7 agosto seguente i 600 km/h a 6 000 m d'altitudine. Nonostante avesse una velocità 50–60 km/h superiore rispetto alla configurazione originale, non trovò seguito nella produzione di massa, venendo invece usato come banco di prova durante la primavera 1942 per il Reggiane Re.2006. In seguito l'aereo fu riconvertito come Re.2001 e spedito alla Regia Aeronautica nel settembre 1942.[72]
- RE 2001CB: cacciabombardiere, con rastrelliera ventrale per bombe da 250 kg. Ne vennero realizzati trentanove esemplari a partire dall'ordine iniziale di cento esemplari in versione normale fatto alla Reggiane (cosiddetta Serie I). Alcuni di questi cacciabombardieri vennero usati per dei voli sperimentali. Uno venne equipaggiato con una speciale bomba da 640 kg, o con un siluro, unitamente ad un sistema che correlava il passo dell'elica con i comandi motore; l'aereo fu testato nel settembre 1942 a Guidonia, raggiungendo i 950 km/h dopo una picchiata da 6 000 a 2 000 m d'altitudine durante la quale andò in frantumi il cupolino, ma il motore non raggiunse un numero eccessivo di giri e la sincronizzazione passo dell'elica/acceleratore funzionò bene. Nell'ottobre 1942 un altro Re.2001CB, dotato di uno speciale attacco ventrale per una bomba da 250 kg studiato al Nucleo Sperimentale Armamento di Furbara, mandò a segno 15 bombe su 20 durante degli attacchi in picchiata contro delle navi bersaglio. Eccezionalmente, poteva essere caricata anche una bomba da 640 kg.[3]
- RE 2001CN: variante da caccia notturna. Vedeva diverse modifiche, come i tubi di scappamento antifiamma, la mimetizzazione scura, e la sostituzione delle due mitragliatrici alari con due cannoni MG 151 da 20 mm da sessanta colpi ciascuno in gondole subalari, non essendo sufficiente lo spessore alare,[73] anche se non tutti gli esemplari furono completati con questo armamento (alcuni mantennero quello originale, altri solo le mitragliatrici sul muso).[74] Ne vennero ordinati trenta nel giugno 1942 (la cosiddetta "Serie III"), seguiti da altri cinquanta ("Serie IV") tre mesi dopo; ancora, nel marzo e nell'aprile 1943 la Reggiane ricevette una commessa per ulteriori centoventi Re.2001CN. In ogni caso i numeri richiesti dall'aeronautica italiana non vennero raggiunti e uscirono dalle fabbriche solo novantaquattro aerei in versione CN (trenta della Serie III, trentaquattro della Serie IV, dieci recuperati dalla commessa del 1941 alla Caproni di Predappio e venti della "Serie II")[56] prima che l'annuncio dell'armistizio di Cassibile ponesse fine ad ogni lavoro. L'armamento pesante su una cellula dove originariamente non era previsto, pur inficiando le prestazioni generali e la maneggevolezza del velivolo, non condizionò le valutazioni generalmente positive[75] espresse dai piloti che lo utilizzavano. Le esigenze di guerra mutarono il compito originario di questa versione, alla fine usata per contrastare i bombardieri statunitensi di giorno.[56]
- Re.2001 Delta: per sopperire alla lentezza degli approvvigionamenti di motori Alfa Romeo la Regia Aeronautica ordinò alla Caproni Taliedo[17] la realizzazione di un prototipo dotato del motore a dodici cilindri a V invertito Isotta Fraschini Delta IV RC.16-48, raffreddato ad aria, capace della potenza di 840 CV (626 kW) a 5 300 m; pur nella consapevolezza della minor potenza disponibile, le autorità contavano sul fatto che la riduzione di peso ottenuta consentisse di mantenere prestazioni paragonabili a quelle del Re.2001 di serie. Nell'estate 1942 venne costruito a Taliedo un prototipo (MM.9920) denominato Re.2001 Delta, ordinato in cento esemplari l'8 settembre seguente, prima ancora che potesse essere provato in volo per la prima volta, cosa che avvenne il 12 settembre. Il prototipo venne trasferito a novembre a Guidonia, ma le prestazioni raggiunte (523 km/h a 5 600 m, 10 minuti e 30 secondi per toccare i 6 000 m) erano inferiori a quelle dei Re.2001 di serie, come peraltro previsto dall'ingegner Longhi.[13] Il prototipo venne distrutto da un incendio dovuto al surriscaldamento del motore il 27 gennaio 1943 e l'ordine di cento unità venne cancellato.
- Re.2001 fotografico: variante da ricognizione con macchine fotografiche/cineprese sul bordo d'attacco alare. Il nomignolo "fotografico" non era ufficiale, dato che in realtà non venne adottato nessun nome particolare, ma è usato dalle fonti per distinguerlo dalle altre versioni.[15] Si trattò, peraltro, di una trasformazione effettuata al di fuori dalle linee di produzione ed interessò un numero ridotto (per quanto non noto) di esemplari.[76] Probabilmente vennero convertiti a questo standard, e inseriti nell'organico del 22º Gruppo, i due Re.2001GV che avevano attaccato la portaerei HMS Victorious.[47]
- RE 2001G: un esemplare della Serie IV in versione silurante, con attacco per un siluro da 600 kg (generalmente indicato come "silurotto")[77] e ruotino di coda rialzato al fine di impedire il contatto del siluro con il terreno. Inviato al Nucleo Addestramento Aerosiluranti di Gorizia, andò distrutto in epoca successiva all'armistizio.
- RE 2001GV: si trattò di tre esemplari dotati di attacco ventrale per bombe rinforzato, in grado di trasportare la bomba antinave 630PD da 630 kg[78] derivata dai proiettili da 381 mm della Regia Marina. Due di questi velivoli furono impiegati nella missione, già ricordata, contro la portaerei britannica HMS Victorious del 12 agosto 1942. La sigla "GV" rappresentava le iniziali dei tenenti Aldo Galimberti e Riccardo Vaccari che prima teorizzarono e poi collaudarono in volo l'impiego di tale ordigno,[78] da sganciarsi a circa 100 m dalla fiancata dell'imbarcazione bersaglio. Una volta penetrata la corazza grazie alla sua energia cinetica, la bomba sarebbe esplosa grazie ad una speciale spoletta ritardante. Il mancato scoppio della bomba che colpì la Victorious, tuttavia, è da imputare proprio alla spoletta scelta dal comandante di squadra aerea di Furbara, diversa da quella più sensibile, costruita dalla Fiocchi, consigliata da Vaccari e Robone.[79]
- RE 2001H: altro esemplare della serie IV in versione anticarro, in grado di trasportare agganciate alle ali, di fianco ai cannoni da 20 mm presenti nella versione da caccia notturna, delle bombe. Anche in questo caso l'armistizio fermò ogni lavoro.
- Re.2001OR (Organizzazione Roma,[20] dal nome della struttura incaricata della realizzazione delle portaerei italiane): versione di cacciabombardiere imbarcato ordinata in cinquanta unità, destinate ai reparti da impiegare sulle portaerei Aquila e Sparviero. Differiva dalla versione originale per il gancio d'appontaggio e la predisposizione ad essere lanciato da una catapulta. Questi aerei, che andarono a formare la cosiddetta Serie II del Re.2001, non prevedevano le ali ripiegabili dal momento che era previsto di risparmiare spazio attaccando i velivoli al soffitto degli hangar delle portaerei con delle speciali imbracature.[15] La Serie II venne completata costruendo dei Re.2001CN al posto della versione OR.
- Re.2001S: alcuni esemplari della Aeronautica cobelligerante vennero convertiti nel 1944 a questo standard con l'adozione di un serbatoio ventrale supplementare; in questo caso il suffisso "S" stava ad indicare l'impiego come caccia di scorta.[76]

Per il Re.2001 vennero teorizzate altre varianti rimaste allo stadio embrionale; in particolare risulta sia stata studiata la realizzazione di una versione Re.2001 Legno, invisa all'ingegner Longhi (convinto sostenitore della struttura metallica), al fine di sopperire alle carenze di materiali strategici. Altri progetti mai portati a termine considerarono la possibilità di utilizzare il motore Daimler-Benz DB 605 (poi destinato ai caccia della "Serie 5", tra i quali il Re.2005) o il Piaggio P.XI già installato sul precedente Re.2000.

## Utilizzatori
Italia
- Regia Aeronautica

 Regno del Sud
- Aeronautica Cobelligerante Italiana

 Repubblica Sociale Italiana
- Aeronautica Nazionale Repubblicana

 Germania
- Luftwaffe

 Italia
- Aeronautica Militare

## Esemplari attualmente esistenti
Il primo degli esemplari di preserie, matricola MM.8071, è stato scoperto alla fine degli anni ottanta nel mare di Sardegna da Giorgio Cao, socio e animatore GAVS, non distante da Capo Ferrato. Recuperato a fine 1991 dallo stesso Cao (scomparso tragicamente 2 mesi dopo il recupero) e dal GAVS tramite risorse private e consegnato all'Aeronautica Militare, il velivolo (che uscito dalle acque si presentava ancora con la struttura praticamente intatta essendo stato per decenni ricoperto da strati di sabbia) è stato quindi affidato al Museo storico dell'Aeronautica Militare. Negli anni il GAVS Torino ne ha restaurato l'elica mentre il Museo Storico ha curato il restauro dei carrelli, del motore e dei piani di coda; tuttavia il caccia Reggiane non figura tra i modelli in esposizione. In occasione del Centenario dell'Aeronautica Militare, il relitto "restaurato" viene esposto presso l'aeroporto di Piacenza San Damiano, sede del nuovo Nucleo Valorizzazione Patrimonio Storico Aeronautico, assieme ad altri velivoli fra cui il relitto del FIAT G-59A ed il FIAT G-91R/1A I-AMIC ripristinato in condizioni di volo.
È stato comunque possibile ricostruire la storia dell'aereo: collaudato a Reggio Emilia nel maggio 1941, finì poi al 2º Gruppo ma, a causa di un atterraggio con carrello retratto, tornò alle Officine Reggiane per essere riparato. Tornato il 16 novembre al reparto, nei primi mesi del 1943 si trovava a Guidonia e, quindi, a Roma-Centocelle presso il Reparto Sperimentale di Volo dove venne dipinto di giallo e fornito di cineprese per partecipare al film Primo volo dell'Istituto Luce. Dipinto nuovamente con la livrea mimetica, l'aereo venne trasferito in Sardegna al 22º Gruppo.. L'aereo al momento dell'ammaraggio nelle acque sarde era pilotato dall'allora sergente pilota Giulio Zangheri, il quale si salvò grazie all'intervento di una barca di pescatori.
Il recupero dell'aereo ebbe vasta eco nella stampa specializzata internazionale, sia per lo stato di conservazione sia per la sua unicità.

### Pubblicazioni
- (IT, EN) Giorgio Apostolo, Reggiane Re 2001, in Ali d'Italia, n. 3, Torino, La Bancarella Aeronautica, 1996, ISBN non esistente.
- (EN) John F. Brindley, Caproni Reggiane Re 2001 Falco II, Re 2002 Ariete & Re 2005 Sagittario [collegamento interrotto], in Profile Publications, Aircraft Profile Number 244, 1972. URL consultato il 24 novembre 2012.
- Emilio Brotzu, Michele Caso, Gherardo Cosolo, Re.2001 Reggiane, in Dimensione cielo - Aerei italiani nella 2ª guerra mondiale, Caccia assalto, n. 2, Roma, Bizzarri,  pp. 31-40.
- (EN) George Punka, Reggiane Fighters in action, in Squadron Signal Publications, Aircraft Number 177, ISBN 0-89747-430-9.
- Nico Sgarlato, "Reggiane" 2001 Ariete I, in I Grandi Aerei Storici, n° 51, Parma, Delta Editrice, aprile 2011.